# Woltersdorf, Landkreis Oder-Spree
För andra betydelser, se Woltersdorf.
Woltersdorf, även kallad Woltersdorf an der Schleuse, Woltersdorf bei Berlin eller Woltersdorf bei Erkner för att skilja den från andra orter med namnet Woltersdorf, är en kommun och ort i Tyskland, belägen i Landkreis Oder-Spree i förbundslandet Brandenburg, omedelbart öster om Berlins stadsgräns.

## Woltersdorfs spårväg
Woltersdorfs spårväg består endast av linje 87. Woltersdorf är den minsta orten i Tyskland med egen spårväg, som sammanbinder orten med Rahnsdorfs pendeltågsstation i Berlinstadsdelen Rahnsdorf.

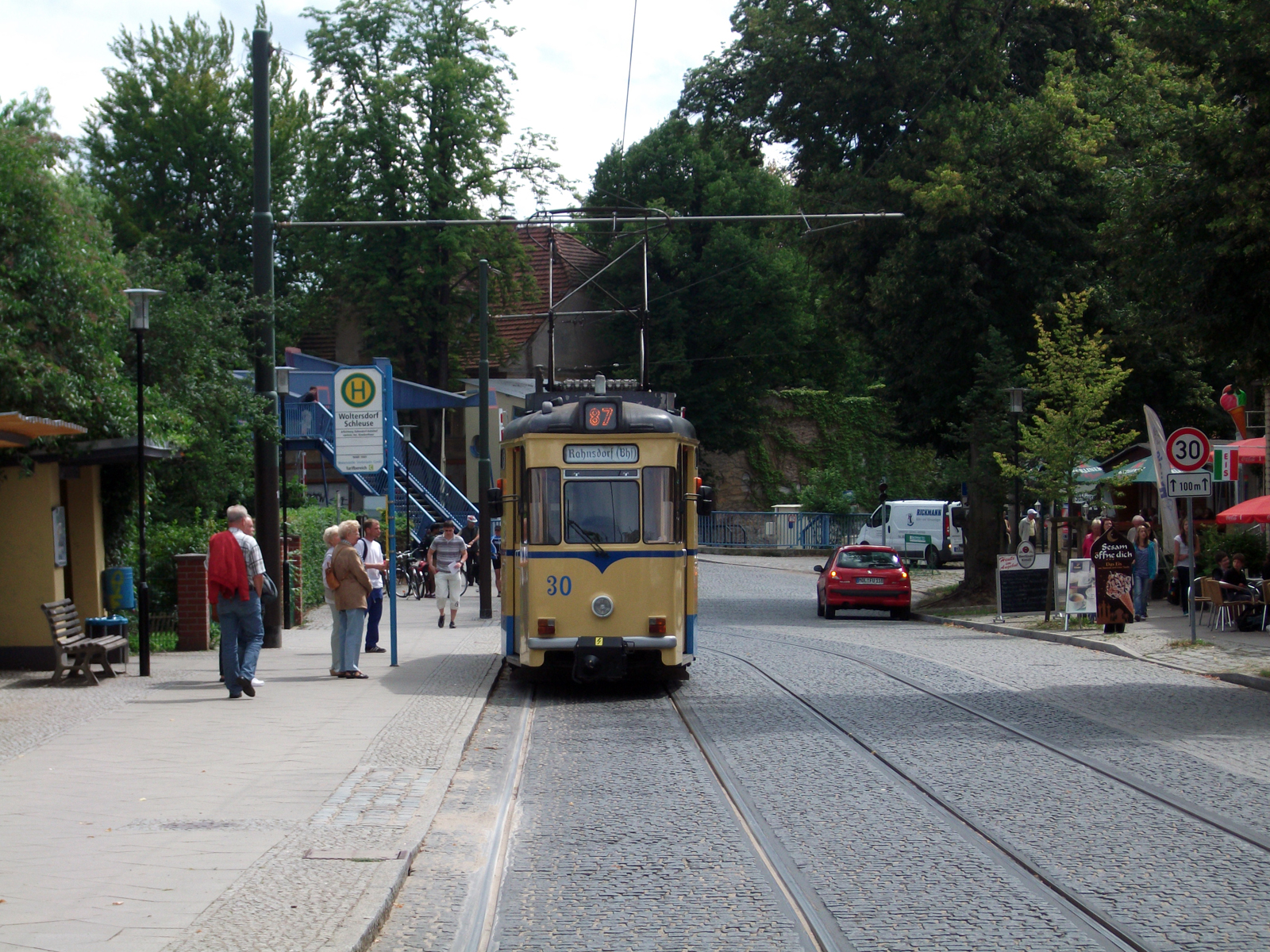
Spårvagn linje 87
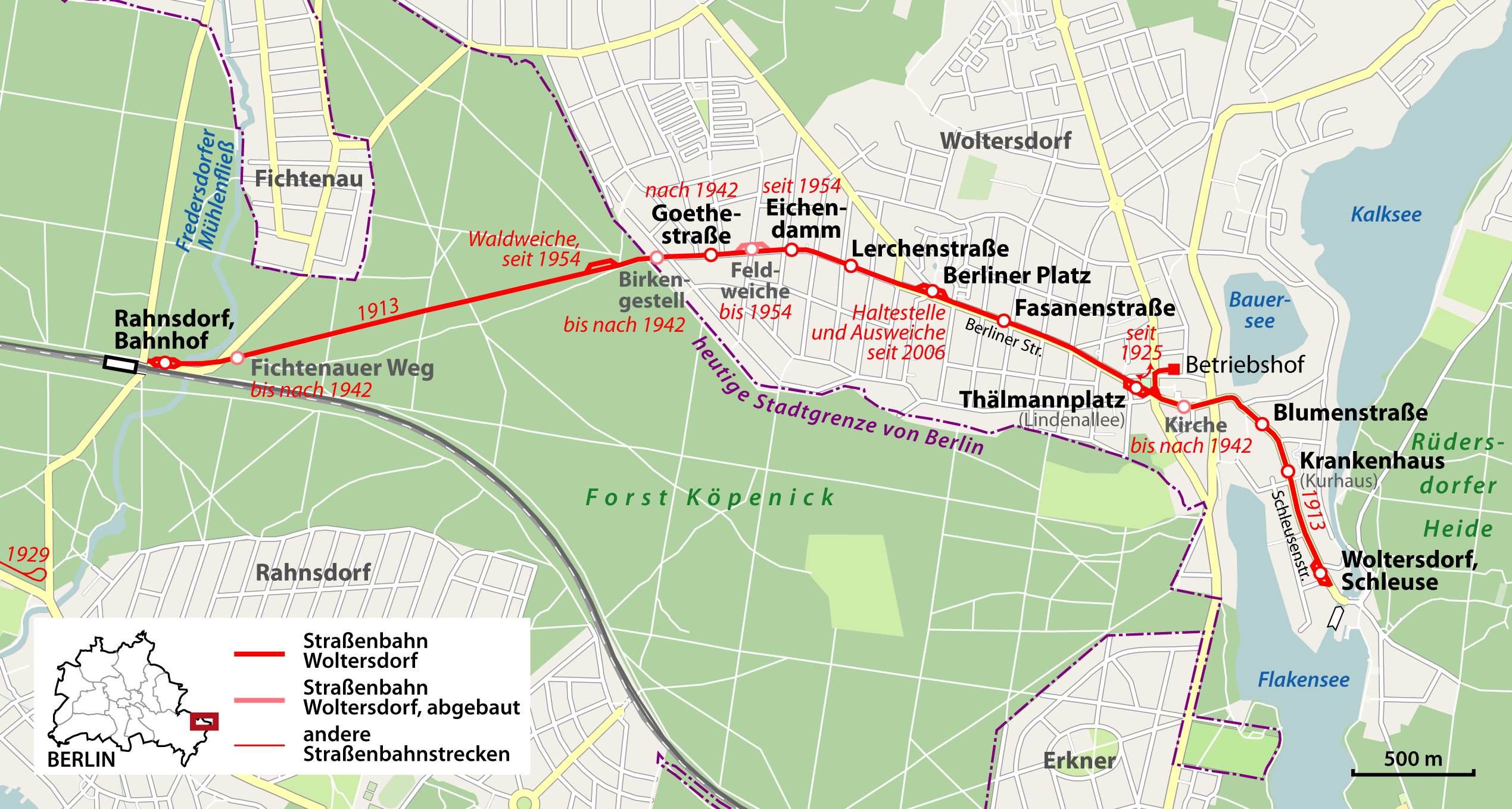
Karta över Woltersdorfs spårväg

## Befolkning
- Befolkningsutvecklingen i de nuvarande gränserna (Blå linje: Befolkning—Prickade linjen: Jämförelse med utvecklingen av Brandenburg—Grå bakgrund: Period av Nazi styre—Röd bakgrund: Period av kommunistiskt styre)
- Aktuella befolkningsutveckling (blå linjen) och prognoser (prickade linjen).

| År   | Invånare |
| ---- | -------- |
| 1875 | 728      |
| 1890 | 1 323    |
| 1910 | 2 517    |
| 1925 | 3 348    |
| 1933 | 5 146    |
| 1939 | 6 071    |
| 1946 | 5 765    |
| 1950 | 6 202    |
| 1964 | 6 156    |
| 1971 | 6 109    |

| År   | Invånare |
| ---- | -------- |
| 1981 | 5 520    |
| 1985 | 5 318    |
| 1989 | 5 075    |
| 1990 | 4 902    |
| 1991 | 4 831    |
| 1992 | 4 824    |
| 1993 | 4 854    |
| 1994 | 4 865    |
| 1995 | 5 007    |
| 1996 | 5 216    |

| År   | Invånare |
| ---- | -------- |
| 1997 | 5 655    |
| 1998 | 6 247    |
| 1999 | 6 645    |
| 2000 | 6 799    |
| 2001 | 7 003    |
| 2002 | 7 198    |
| 2003 | 7 390    |
| 2004 | 7 570    |
| 2005 | 7 564    |
| 2006 | 7 642    |

| År   | Invånare |
| ---- | -------- |
| 2007 | 7 781    |
| 2008 | 7 831    |
| 2009 | 7 791    |
| 2010 | 7 802    |
| 2011 | 7 744    |
| 2012 | 7 812    |
| 2013 | 7 885    |
| 2014 | 8 053    |
| 2015 | 8 092    |
| 2016 | 8 163    |

| År   | Invånare |
| ---- | -------- |
| 2017 | 8 193    |
| 2018 | 8 259    |
| 2019 | 8 302    |
| 2020 | 8 423    |

Detaljerade källor anges i Wikimedia Commons..